# لسکووو (مایدانپک)
لسکووو (به صربی: Leskovo) یک منطقهٔ مسکونی در صربستان است که در مایدانپک واقع شده‌است. لسکووو ۴۳۱ نفر جمعیت دارد.